# Bùi Trọng Liễu
Bùi Trọng Liễu (28 tháng 9 năm 1934 – 5 tháng 3 năm 2010 tại Bệnh viện Antony, ngoại ô phía Nam Paris, Pháp) là Tiến sĩ nhà nước về Toán học, là nghiên cứu viên tại Direction des Etudes et Recherches de l'EDF (1959–1963) và là giáo sư đại học Lille (1963–1969), Đại học Paris (1969–2003). Ông là người được coi là "gạch nối" giữa Việt Nam và giới đại học Pháp, Mỹ và quốc tế.

## Thân thế và Sự nghiệp
Ông sinh ra trong một gia đình trí thức ở làng Nhuận Ốc, xã Khánh Cường, huyện Yên Khánh, tỉnh Ninh Bình, Việt Nam. Bố ông là Bùi Văn Thiệp, một nhà tân học, từng học Trường Bưởi và Trường Cao đẳng Pháp chính Hà Nội, ra làm quan đến chức Tuần phủ Thái Nguyên, rồi Tuần phủ Phúc Yên lúc trước Cách mạng Tháng Tám.
Thuở nhỏ, bên cạnh việc học tiếng Pháp, ông còn học chữ Hán đến mức đọc hiểu bộ tiểu thuyết cổ điển Tam Quốc chí diễn nghĩa.
Theo gia đình sang Pháp từ năm 1950, khi mới 15 tuổi, gần cả cuộc đời sống nơi đất khách quê người, ông vẫn sành tiếng Việt, không chỉ trong lời ăn tiếng nói ngày thường, mà cả trong văn chương nghị luận, tranh biện hay trần thuật, hồi ký, tùy bút, tiểu phẩm.
Năm 1959 ông bảo vệ luận án tiến sĩ tại Đại học Paris với nhan đề "Sur quelques problèmes d’estimation concernant une chaîne de Markov", đây có lẽ là luận án tiến sĩ đầu tiên về ngành xác suất thống kê của một người Việt.
Năm 1962, ông tiếp tục bảo vệ thành công luận án tiến sĩ quốc gia về khoa học toán học năm 28 tuổi. Luận văn ông có nhan đề "Estimations pour des Processus de Markov".
Sau đó, ông được bổ nhiệm làm giáo sư Đại học Lille (1963–1969), rồi giáo sư Đại học René Descartes (Paris 5) từ năm 1969 cho đến khi về hưu. Ông là một trong số rất ít người Việt sớm được công nhận chức danh giáo sư đại học ngành toán ở Pháp nói riêng, cũng như ở phương Tây nói chung.
Năm 1970 ông đã trở về thăm quê hương, làm việc với Ủy ban Khoa học Nhà nước, đến năm 1981, ông làm trưởng đoàn của đoàn trí thức Việt kiều tại Pháp về nước theo lời mời của Đại tướng Võ Nguyên Giáp.
Ngay từ năm 1988, khi công cuộc Đổi Mới vừa bắt đầu, ông đã đứng ra sáng lập Trường Đại học Thăng Long tại Hà Nội, trường đại học dân lập đầu tiên ở Việt Nam không xin tài trợ của Nhà nước, về giảng dạy và quản lý theo quan niệm mới, phù hợp với yêu cầu của xã hội và tình hình quốc tế. Trong những ngày đầu, vợ chồng ông phải dành một phần tiền lương của mình ở Pháp để gửi về nước. Ông bà đã thành lập tại Pháp một Hội Tương trợ Đại học Pháp – Việt (Amitié Universitaire France – Vietnam) để quyên góp tiền bạc, vật dụng từ các cá nhân, đoàn thể bên Pháp gửi về, giúp trường trang trải các chi phí và hỗ trợ các học bổng miễn phí.
Trong nhiều năm, GS. Bùi Trọng Liễu tham gia Ban chủ tịch Hội người Việt Nam tại Pháp, làm chủ tịch Hội Khoa học Kỹ thuật Việt Nam tại Pháp.
Ông mất ngày 5 tháng 3 năm 2010 tại Bệnh viện Antony, ngoại ô phía Nam Paris, Pháp.

## Tác phẩm
Ông là tác giả của 4 cuốn sách đã xuất bản tại Việt Nam 
gồm: 
- Tự sự của người xa quê hương (tên cũ là Chuyện gia đình và ngoài đời), nhà xuất bản Đại học Quốc gia Hà Nội 2004
- Chung quanh việc học, nhà xuất bản Thanh niên 2004
- Học gần, Học xa, nhà xuất bản Đại học Quốc gia Hà Nội 2005
- Học một sàng khôn, nhà xuất bản Tri thức Hà Nội 2007.

Cuốn sách thứ 5 là một tạp ký còn bỏ ngỏ, đó là Hướng về quê cũ lúc chiều tà gồm các bài báo của ông đăng trên báo.
Ông viết hàng trăm bài báo, tiểu luận, góp ý về cải cách giáo dục ở Việt Nam. Bài nào của ông cũng thể hiện tấm lòng dành cho quê hương. Ông đặc biệt quan tâm đến vấn đề giáo dục Đại học ở Việt Nam.
Ông là tác giả của khoảng 30 công trình Toán học từ năm 1960 đến 1996. Một số công trình nổi bật:
- Bùi Trọng Liễu Modèles stochastiques de redistribution et certain aspect optimal. (French) [Stochastic redistribution models—a certain optimal aspect] Optimization 16 (1985), no. 1, 93–108.
- Deberghes, Hélène; Bùi-Trong-Liễu On the ergodicity for non-stationary multiple Markov processes. Ann. Math. Statist. 39 (1968), 1448–1462.
- Buì-Trọng-Liêũ; Huard, P. La méthode des centres dans un espace topologique. (French) Numer. Math. 8 (1966), 56–67.
- Bui, Trong Lieu On a problem of convexity and its applications to nonlinear stochastic programming. J. Math. Anal. Appl. 8 (1964), 177–187.
- Lieu, Bui Trong Un exemple de fonctions aléatoires de covariance stationnaire modulo T. (French) C. R. Acad. Sci. Paris 253 (1961), 2192–2194.
- Bùi-Trong-Liễu Estimation das les processus de Markov permanents. (French) C. R. Acad. Sci. Paris 252 (1961), 840–842.
- Bùi-Trong-Liễu Estimation dans les processus de Markov permanents. (French) C. R. Acad. Sci. Paris 251 (1960), 1607–1608.
- Bùi-Trong-Liễu Estimation dans les processus de Markov discrets. (French) C. R. Acad. Sci. Paris 251 (1960), 1339–1340.

## Gia đình
Vợ ông là Colette Andrieu, một người Pháp, là tiến sĩ nhà nước về toán học, phó giáo sư Đại học Paris 4. Con trai đầu là Bùi Khảo Mạc, giáo sư Đại học Compiègne. Con trai thứ hai là Bùi A Lanh, phó giáo sư Đại học Picardie (Amiens).